# سیارک ۲۴۹۶۸
سیارک ۲۴۹۶۸ (به انگلیسی: 24968 Chernyakhovsky، نامگذاری:1998BY12) بیست و چهار هزار و نهصد و شصت و هشتمین سیارک کشف شده‌است که در ۲۳ ژانویه ۱۹۹۸ کشف شد.
قدر مطلق سیارک برابر ۱۵.۵ است.